# Gerontius von Moskau
Gerontius (russisch Геронтий; † 28. Mai 1489) war russisch-orthodoxer Bischof von Kolomna und Metropolit von Moskau.

## Leben
1447 wurde Gerontius Archimandrit des Simonow-Klosters bei Moskau und 1453 wurde er zum Bischof von Kolomna geweiht. Nach dem Tode des Metropoliten Philipp I. wurde er am 29. Juni 1473 zum Metropoliten von Moskau und Russland ernannt. Ende der 1470er Jahre geriet er mit Iwan III. unter anderem wegen unterschiedlicher Ansichten zum Weiheverfahren der neuen Kirchen in Konflikt. Während des Stehens an der Ugra 1480 sprach er sich für den Widerstand bis zum Ende gegen die Goldenen Horden aus. Er hatte eine gemäßigte Position im Umgang mit der Häresie, die sich in Moskau und Nowgorod ausbreitete. 1482 beendete Gerontius sein Amt als Metropolit, setzte es aber später auf Wunsch des Großfürsten fort.
Der Namenstag von Gerontius in der russisch-orthodoxen Kirche ist der 28. Mai.